# Républicain et Social
Républicain et Social (Nederlands: Republikeins en Sociaal), was van 1932 tot 1936 de benaming van een Franse centrumrechtse fractie in de Kamer van Afgevaardigden (Chambre des Députés). De fractie werd gevormd door leden van de Fédération Républicaine (FR) onder leiding van Georges Pernot, uit onvrede over het feit dat FR steeds verder naar rechts opschoof. Républicain et Social werd na de Franse parlementsverkiezingen van 1936 ontbonden en haar vroege parlementariërs sloten zich aan bij de Alliance Démocratique of de FR.